# Šumska kozja brada
Šumska kozja brada (šumska suručka; lat. Aruncus dioicus; sinonimi: Aruncus sylvestris, Aruncus sylvester, Aruncus vulgaris) je šumska biljka iz roda Aruncus porodice Rosaceae ili ružovki.

## Opis
Višegodišnja biljka, ima kratak i snažan podzemni rizom. Naraste do 2 metra visine. Cvjetovi su bijele do kremasto bijele boje.

## Raširenost
Raste po planinskim šumama, preferira humusom bogata tla. Ima je na Sljemenu, u Gorskom kotaru, na Velebitu.

## Sastav
Kemijski sastav  - laktoni, spojevi koji sadržavaju dušik (cijanovodična kiselina, prunasin), aromati (benzaldehid), kondenzirani tanini (8,44–9,05%), polisaharidi (13,87%) nađeni su u nadzemnom dijelu; slobodne organske kiseline (1,571,85%, posebno oksalna, vinska, limunska, jabučna, mliječna i jantarna), proteini, fenol glukozid arbutin, 15 aminokiselina (7 - treonin, valin, metionin, izoleucin, leucin, fenilalanin, lizin, esencijalne aminokiseline, 29 makro- i mikroelemenata (kalij, kalcij, silicij, magnezij, željezo, fosfor, itd.) Osim toga, listovi sadrže flavonoide (kempferol, kvercetin, izokercitin, itd.), Fenolne kiseline, hidroksicinamične kiseline i fenol glikozid, vitamine. U cvjetovima - fenolni spojevi (salicilni aldehid), također afcelin, afzelin, eterično ulje, u rizomima su pronađeni dušik (prusična kiselina, prunasin) i aromatski spojevi (benzaldehid).

## Uporaba
Mladi su izdanci jestivi, no ne preporuča se uzimati ih u većoj količini. Biljka je nekada korištena i u narodnoj medicini kao antipiretik, febrifug, tonik, ekspektorans i adstrigentno sredstvo.
Na primjer, rizomi, lišće i cvijeće biljke koriste se kao tonik, adstrigentno, antifebrilno, a također i kao kolerertično i antidizenterično sredstvo (Zapadna Europa - XVI. Stoljeće). Tradicionalni iscjelitelji liječe mnoge bolesti s lijekovima temeljenim na šumskoj kozjoj bradi: infuzija korijena se koristi za prekomjerno mokrenje, proljev, bolest bubrega, gonoreju, reumatizam, prehladu, bol u grlu, te također kao febrifug kod visoke temperature, kao opći tonik i sredstvo za sprečavanje teškog krvarenja.  U obliku kupelji za natečena stopala. Izgnječeni rizomi preporučuju se za bol u bubrezima. Koristi se za čireve na koži, zdrobljene svježe rizome u obliku paste nanesene na zahvaćena područja. Za čireve na koži također se koristi mast iz pepela korijena biljke. Oguljeni svježi rizomi, bilo sušeni i natopljeni ili jednostavno sušeni rizomi biljke, drže se u ustima kod jakog kašlja.

## Podvrste
1. Aruncus dioicus var. acuminatus (Douglas ex Hook.) H.Hara
2. Aruncus dioicus var. aethusifolius (H.L‚v.) H.Hara
3. Aruncus dioicus var. astilboides (Maxim.) H.Hara
4. Aruncus dioicus var. camschaticus (Maxim.) H.Hara
5. Aruncus dioicus f. laciniatus (H.Hara) H.Ikeda
6. Aruncus dioicus f. latilobus (H.Hara) H.Ikeda
7. Aruncus dioicus var. pubescens (Rydb.) Fernald
8. Aruncus dioicus var. vulgaris (Maxim.) H.Hara

## Vanjske poveznice
https://pfaf.org/user/Plant.aspx?LatinName=Aruncus+dioicus